# 麦允言
麥允言（?—?），北宋宦官，官至宮苑使、象州團練使、入內押班。
庆历七年（1047）十二月壬寅，宋仁宗派遣麥允言，西京作坊使、資州團練使王凱，往貝州平定王则之乱。詔命賈昌朝發精兵护衛。庆历八年（1048年）平定王则。闰正月戊申，宋仁宗以入內副都知、宮苑使、眉州防禦使麥允言為昭宣使、遂州觀察使。皇祐二年（1050年）宣慶使、遂州觀察使、入內都知麥允言卒。八月，贈麥允言為司徒、安武節度使。九月，又因为麥允言有軍功，特給鹵簿，今後不得為例。同知禮院司馬光上书反对。